# Pleurothallis tenebrosa
Pleurothallis tenebrosa är en orkidéart som beskrevs av Carlyle August Luer. Pleurothallis tenebrosa ingår i släktet Pleurothallis och familjen orkidéer. Inga underarter finns listade i Catalogue of Life.